# 黒いカーテン
『黒いカーテン』（くろいカーテン、英語: The Black Curtain）は、コーネル・ウールリッチが1941年に発表したミステリ・サスペンス小説である。映画化やテレビドラマ化されている。
日本ではウールリッチの別名であるウィリアム・アイリッシュ名義のほうが有名であるため、日本で出版されている翻訳書籍もアイリッシュ名義であることが多い。

## 小説

### あらすじ
フランク・タウンゼントは、会社帰りに落ちてきた瓦礫が当たって意識不明となった。回復したタウンゼントは家に帰りつくが、今朝見送ったはずの妻の姿はなかった。管理人にたずねてみると、かなり前に引っ越したとのことだった。住所を聞いたタウンゼントが引っ越し先へ行ってみると老けた妻がいた。妻からはタウンゼントが3年前に失踪したことを告げられる。
タウンゼントは以前に勤めていた会社に復帰することができたが、街中で拳銃を持った鋭い目付きの男に追いかけられる。記憶喪失だった3年の間に何があったのかタウンゼントはまったく思い出せずにいた。タウンゼントはこの3年間、自分が何者であったのかを探るべく、意識不明となった現場へと向かう。そこで、3年の間の自分を知る女性と出会い、タウンゼントが失われた3年間にニュー・ジェリコの町にいたこと、恩人である富豪を殺した罪で逃亡中の身だったことを知る。
殺された富豪邸のお手伝いであり、3年の間に愛人関係のあった女性と共に、タウンゼントは自分が本当に恩人を殺したのか、事件を追い始める。

### 書籍情報
原書は1941年刊。
- ウィリアム・アイリッシュ『黒いカーテン』宇野利泰訳、あかね書房〈世界大ロマン全集〉、1958年。
- ウィリアム・アイリッシュ『黒いカーテン』宇野利泰訳、東京創元社〈創元推理文庫〉、1960年。ISBN 978-4488120016。
世界大ロマン全集版の文庫化。
- ウィリアム・アイリッシュ『恐怖の黒いカーテン・アリスが消えた』福島正実訳,原田維夫 (イラスト)、あかね書房〈少年少女世界推理文学全集〉、1963年。ISBN 978-4251080493。
ジュブナイル向けのリライト。タウンゼントの妻が妹に、お手伝いの女性が少年になっているなど変更がある。
ISBNは1982年の再版でのもの。
- ウィリアム・アイリッシュ『恐怖の黒いカーテン』福島正実訳,横山まさみち（イラスト）、あかね書房〈推理・探偵傑作シリーズ〉、1973年。ISBN 978-4251081131。
少年少女世界推理文学全集版の新装版。

## 映画
『STREET OF CHANCE』として1942年に映画が公開された。モノクロ映画。配給はパラマウント映画。
スタッフ
- 監督：ジャック・ハイヴリー
- 脚本：ギャレット・フォート

出演
- バージェス・メレディス
- クレア・トレヴァー
- ルイーズ・プラット
- シェルドン・レナード
- フリーダ・イネスコート
- ジェローム・コーワン
- アーサー・ロフト

## ラジオドラマ
CBSの『Suspense (ラジオドラマシリーズ)』の1編としてラジオドラマが1943年2月2日に放送されている。
脚本はウィリアム・シュパイヤー。ケーリー・グラントが主人公を演じている。

## テレビドラマ

### ヒッチコック劇場
NBCの『ヒッチコック劇場』Season1の9話として「The Black Curtain」が1962年11月15日に放映されている。
キャスト
- リチャード・ベイスハート
- ローラ・オルブライト

スタッフ
- 監督：シドニー・ポラック

### 特選サスペンス
読売テレビで1979年9月6日に、『特選サスペンス』（『怒れ兄弟!』までのつなぎ番組。木曜21:00 - 21:54）で『黒いカーテン』として放映されている。
キャスト
- 大谷直子
- 高橋悦史
- 真木洋子
- 清水章吾
- 加藤嘉
- 待田京介

スタッフ
- 監督：長谷和夫
- 脚本：宮川一郎

| 読売テレビ制作・日本テレビ系列 特選サスペンス | 読売テレビ制作・日本テレビ系列 特選サスペンス | 読売テレビ制作・日本テレビ系列 特選サスペンス |
| 前番組                                        | 番組名                                        | 次番組                                        |
| --------------------------------------------- | --------------------------------------------- | --------------------------------------------- |
| 背信                                          | 黒いカーテン （1979年版）                     | シンデレラとギャングと                        |

### 火曜サスペンス劇場
日本テレビ系列の『火曜サスペンス劇場』の1編として「黒いカーテン 二重記憶喪失の男が必死で晴らす二つの汚名!!」が1982年12月28日に放映された。原作者はウィリアム・アイリッシュとなっている。
キャスト
- 藤田まこと - 上垣洋三。小さな町工場の経理課長。従業員の給料を持ったまま交通事故にあい、気が付くと2年が経過しており、ホテル裏の路上にいた。
- 白都真理 - 良子。洋三の娘。
- 山口果林 - 道子。洋三の妻。
- 香月美保子 - みゆき。洋三が目覚めたホテルの一室で殺されていた女。

| 日本テレビ系列 火曜サスペンス劇場 | 日本テレビ系列 火曜サスペンス劇場 | 日本テレビ系列 火曜サスペンス劇場 |
| 前番組                            | 番組名                            | 次番組                            |
| --------------------------------- | --------------------------------- | --------------------------------- |
| 誰かが殺意を （1982.12.21）       | 黒いカーテン （1982.12.28）       | 松本清張の霧の旗 （1983.1.4）     |